# شونجی کیشی
شونجی کیشی (انگلیسی: Shunji Kishi؛ زادهٔ ۲۵ ژوئیهٔ ۱۹۶۱) بازیکن فوتبال اهل ژاپن است.
از باشگاه‌هایی که در آن بازی کرده‌است می‌توان به باشگاه فوتبال سرزو اوساکا اشاره کرد.